# Тати (меч)
Та́ти (яп. 太刀) — Японский меч. Тати, в отличие от катаны, не засовывался за оби (матерчатый пояс), а подвешивался на пояс в предназначенной для этого перевязи (Аси) лезвием вниз. Для защиты от повреждений доспехами ножны часто имели обмотку. Самураи носили катану как часть гражданской одежды, а тати — как часть военных доспехов. В паре с тати было более обычным носить танто (кинжал), чем относящийся к катане короткий меч вакидзаси. Кроме того, богато украшенные тати применялись как парадное оружие при дворах сёгунов (князей) и императора.

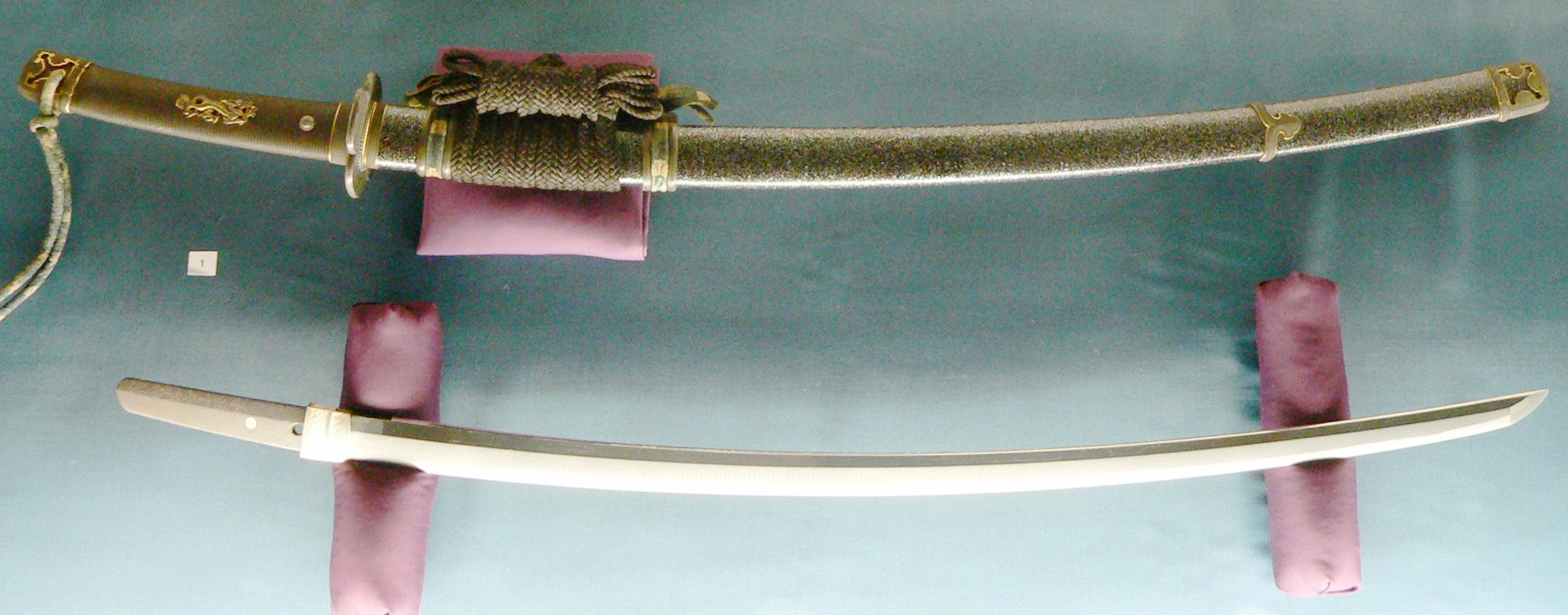
Тати, выкованный Бису Осафунэ Сукэсада, 12-й год эры Эйсё, день в феврале (1515, Муромати). Сая покрыт лаком аогаи-насидзи, золотые украшения. Монтаж 1907 года, позднейшая полировка в 1987.

Он обычно длиннее и более изогнут, чем катана (длина клинка свыше 2,5 сяку (75,7 см), но не более 3-х сяку (90,9 см), т.к. это уже одати. Рукоять также была зачастую длиннее (более 30 см) и несколько изогнута).

## «Дайкатана»
Тати относится к классу дайто (яп. 大刀, букв. «большой клинок») — в западных источниках иногда ошибочно читают, как «дайкатана». Ошибка происходит из-за специфики японского письма, которое часто использует одни и те же символы в разных значениях. В частности, это неверное чтение используется в названии компьютерной игры Daikatana.